# Nudo in giardino
Nudo in giardino è un dipinto a olio su tela (162x130 cm) realizzato nel 1934 dal pittore spagnolo Pablo Picasso. È conservato nel Musée National Picasso di Parigi.
Picasso prese a modella per questo quadro Marie-Thérèse, rappresentata addormentata in mezzo alla vegetazione. La donna è nuda, caricando di sensualità ed erotismo l'opera.